# Sacramento de la penitencia

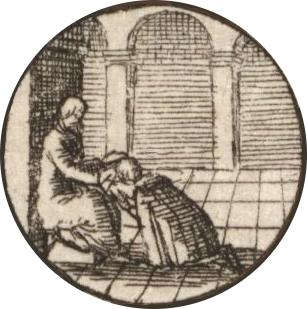
Confesión en una ilustración de Wenceslas Hollar de las Confesiones de Augsburgo.

El sacramento de la penitencia, también conocido como sacramento de la confesión, es uno de los siete sacramentos de las Iglesias católica, ortodoxa y copta.
La fe católica considera que se trata de un sacramento de curación instituido por Jesucristo, y que quienes se acerquen a él con las debidas disposiciones de conversión, arrepentimiento y reparación reciben el perdón de Dios por sus pecados cometidos después del bautismo así como también la reconciliación con la Iglesia.

## Nombres que recibe el sacramento
El Catecismo de la Iglesia católica menciona diversos nombres que ha tomado este sacramento:
- Sacramento de la penitencia, porque esta es la última parte del camino de conversión que, según la teología del sacramento, realiza el penitente para recibir el perdón de sus pecados.
- Sacramento de conversión, ya que es un signo de la conversión a la que el mismo Jesucristo ha llamado (véase Evangelio según Lucas 15, 18).
- Sacramento de la confesión, pues una de sus partes principales es la confesión de los pecados cometidos por el penitente.
- Sacramento del perdón, pues a través de la absolución sacramental el penitente recibe el perdón de Dios.
- Sacramento de la reconciliación, pues junto al perdón de Dios se otorga la reconciliación con Dios (véase Segunda carta de san Pablo a los corintios 5, 20) y con la Iglesia.
- Sacramento de la curación
- Sacramento de la alegría. De este modo llamaba el sacerdote español san Josemaría Escrivá de Balaguer a este sacramento ya que, a través de él, se recupera la paz y el gozo que lleva consigo la amistad con Dios.

## Base teológica

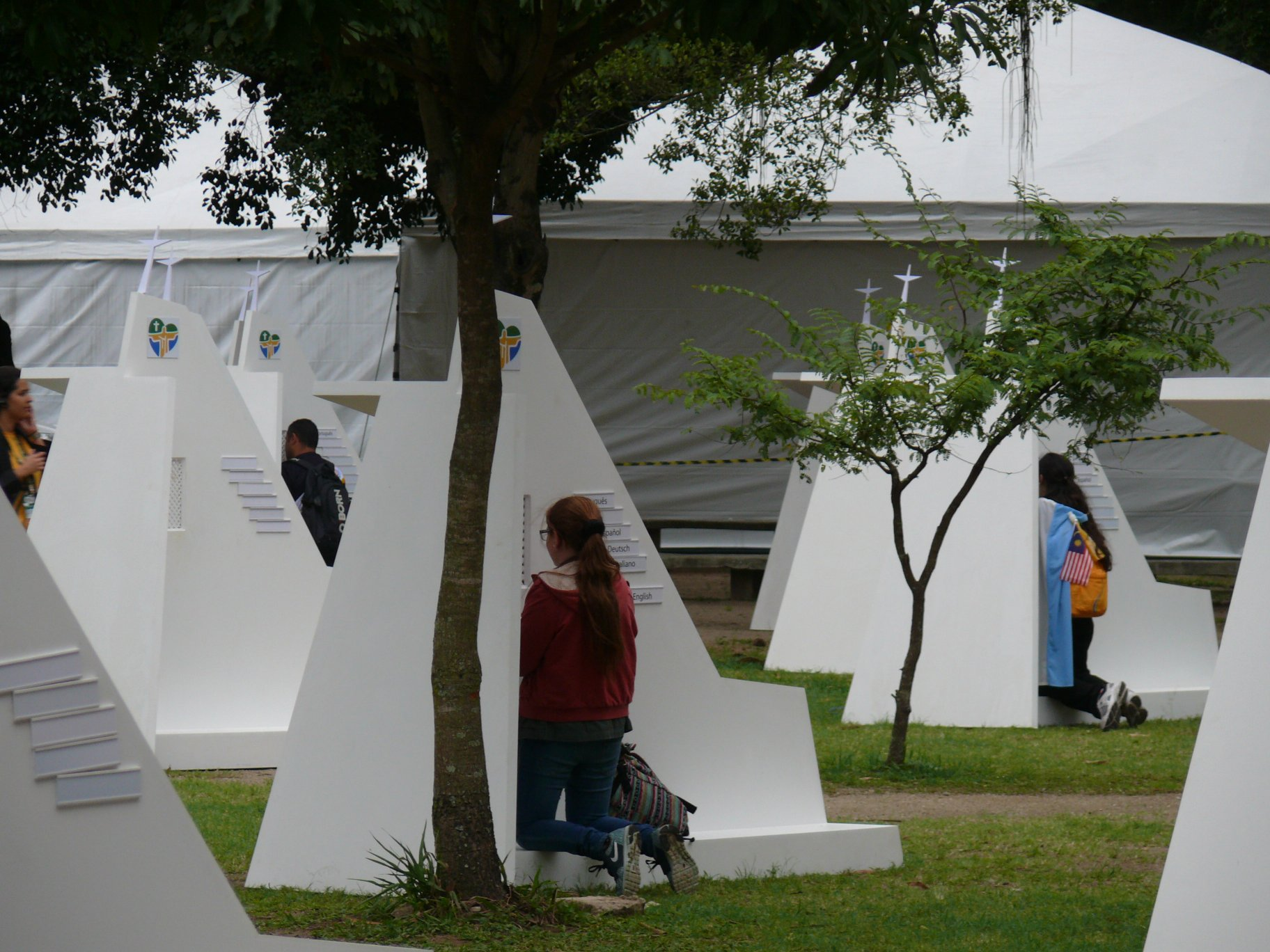
Jornada Mundial de la Juventud 2013 en Río de Janeiro (Brasil).

La tradición de la Iglesia toma normalmente la afirmación de los apóstoles de Jesús, según la cual este les había dado poder para perdonar los pecados en nombre de Dios. Los sucesores de los apóstoles escribieron que estos les habían transmitido dicha facultad ―entre otras―.
Como mayor referencia, se lee en el Evangelio de Juan:

Recibid el Espíritu Santo. A quienes perdonéis los pecados, les quedan perdonados; a quienes se los retengáis, les quedan retenidos.
Evangelio de Juan 20, 23

Asimismo, reafirma este mandato con un pasaje de los evangelios:

Pues para que sepáis que el Hijo del hombre tiene en la tierra poder de perdonar pecados dice entonces al paralítico: «Levántate, toma tu camilla y vete a tu casa». Él se levantó y se fue a su casa. Y al ver esto, la gente temió y glorificó a Dios, que había dado tal poder a los hombres.
Evangelio de Mateo 9:6-7

La confesión misma también está indicada en la Epístola de Santiago:

Confesaos, pues, mutuamente vuestros pecados y orad los unos por los otros, para que seáis curados. La oración ferviente del justo tiene mucho poder.
Carta de Santiago 5:16

Además es sabido, por el libro de los Hechos de los apóstoles (19:18-19), que la confesión de los pecados era una práctica habitual en la Iglesia primitiva, por lo menos en su forma pública.
Según la segunda epístola a los corintios, fue Dios mismo entregó el ministerio de reconciliación:

... y todo esto proviene de Dios, que nos reconcilió consigo por Cristo, y nos encomendó el ministerio de la reconciliación. Nos encargó a nosotros la palabra de la reconciliación. Somos pues embajadores de Cristo, como si Dios exhortara por medio de nosotros. Os suplicamos en nombre de Cristo ¡Reconcíliense con Dios!
Segunda carta de san Pablo a los corintios 5:18-20

## El sacramento de la penitencia en la historia de los dogmas

### Convicciones y prácticas penitenciales en la Iglesia antigua
Además de los textos referidos, se descubre en el Nuevo Testamento una constante llamada a la conversión y a la corrección. Se recomiendan las prácticas penitenciales tradicionales que se practican hasta el día de hoy, especialmente la oración, el ayuno y la limosna.
Para conocer algo de la disciplina penitencial, una obra importante es El pastor de Hermas, de mediados del siglo II. Mientras que algunos doctores afirmaban que no hay más penitencia que la del bautismo, Hermas piensa que el Señor ha querido que exista una penitencia posterior al bautismo, teniendo en cuenta la flaqueza humana, pero en su opinión solo se puede recibir una vez. De todas maneras, cree que no es oportuno hablar a los catecúmenos de una «segunda penitencia», ya que puede causar confusión, puesto que el bautismo tendría que haber significado una renuncia definitiva al pecado.
A comienzos del siglo III, esa única penitencia eclesiástica años después del bautismo ya estaba perfectamente organizada y se practicaba con regularidad tanto en las Iglesias de lengua griega como en las de lengua latina.
El obispo Hipólito de Roma escribió que la potestad de perdonar los pecados la tenían solo los obispos. En ambas tradiciones, y hasta fines del siglo VI, no se conocía sino esa única posibilidad de penitencia, que había sido denominada por Tertuliano, «segunda tabla de salvación» (véase De paenitentia 4:2, citado en el Concilio de Trento, ver DS 1542).
La práctica de la penitencia comenzaba con la exclusión de la eucaristía y terminaba con la reconciliación, que volvía a dar al penitente el acceso a ella. El tiempo penitencial generalmente era largo y dependía de la gravedad del pecado. Las etapas de la excomunión estaban claramente fijadas:
1. El pecador debía confesar el pecado a solas ante el obispo;
2. Era graciosamente admitido a la penitencia eclesial;
3. Durante algún tiempo (semanas o meses) tenía que aceptar el humillante estado de penitente, que manifestaba incluso con un vestido especial;
4. Debía mostrar su conversión y perseverancia con obras de penitencia (oraciones, limosnas y ayunos);
5. Quedaba excluido de la Iglesia en la medida que no podía recibir la eucaristía y era apartado de la comunidad (no podía asistir a las reuniones);
6. Finalmente, después de que la comunidad había orado por él, el penitente obtenía la reconciliación, normalmente mediante la imposición de las manos del obispo.

No se precisa el modo en que esa reconciliación procuraba el perdón de los pecados. Las herejías penitenciales del montanismo y novacianismo obligaron a una reflexión teológica acerca de la praxis penitencial. Se rechazó el rigorismo: todos los pecados graves, incluso los tres capitales (apostasía-idolatría, homicidio y adulterio) podían ser perdonados; y todos los pecados ―incluso los secretos―, debían ser sometidos a la penitencia episcopal. En este sentido, Ambrosio de Milán afirmó:

Dios no hace distinciones, porque prometió a todos la misericordia y concedió a sus sacerdotes la facultad de absolver sin excepción alguna. Aquel que exageró el pecado, que abunde en penitencia; los mayores crímenes se lavan con grandes llantos.

El obispo de Milán también destacó el valor «medicinal» de la penitencia: «atar» (Evangelio de Mateo 16:19) es hacer lo que el buen samaritano, que se inclina sobre el herido encontrado en el camino. En la misericordia de Cristo, cuanto más graves son los pecados más firmes son los soportes que se necesitan.
En el Pastor de Hermas ya aparece un elemento doctrinal decisivo: la penitencia siempre es comprendida eclesialmente, es decir, hay, una reintegración en la misma Iglesia. Mientras perdura el procedimiento penitencial de la Iglesia antigua, se conserva la conciencia de la participación activa de toda la comunidad.
Tertuliano señaló que la reconciliación impartida tras una laboriosa penitencia y con intervención de la comunidad confiere al pecador arrepentido la paz con la Iglesia y la venia ante Dios.
Cipriano de Cartago formuló explícitamente la relación causa-efecto de la pax ecclesiae y la reconciliación con Dios. La paz con la Iglesia significa el don del Espíritu Santo y la esperanza de salvación. No obstante, la paz de la Iglesia no tiene en los Padres un sentido absoluto, como si se tratara de una imposición de la Iglesia sobre la voluntad divina. Cipriano advierte que si a la Iglesia se la puede engañar, Dios conoce el interior de los corazones y juzga acerca de lo que en ellos está oculto. Pero, dando la paz, la Iglesia da la esperanza de la salvación y el acceso a la comunión eucarística, la fortaleza para enfrentarse a las adversidades y confesar a Cristo, la comunicación del Espíritu Santo que habita en ella.
Ambrosio de Milán dijo además que el penitente se redime del pecado y se limpia y purifica en su interior en virtud de las obras, oraciones y gemidos del pueblo; pues Cristo ha concedido a la Iglesia que uno pueda ser redimido por todos, así como todos han sido redimidos por uno gracias a la venida del Señor Jesús. Entonces la purificación del pecador es obra de toda la Iglesia, que ―unida a Cristo― ofrece sus méritos y oraciones a favor de aquel que se somete a la penitencia eclesiástica. La penitencia del pecador tiene un doble valor: medicinal, ordenado a su corrección; y ejemplar, destinado a manifestar a la comunidad la sinceridad de su conversión.
De manera semejante se expresó Agustín de Hipona (354-430), que ofrece además la primera teoría acerca de la eficacia de la reconciliación penitencial. El perdón es propiamente fruto de la conversión, la cual es a la vez obra de la gracia divina, que actúa en el interior del hombre, pero es la caridad ―que el Espíritu Santo difunde en la Iglesia― la que perdona los pecados de sus miembros. El sacerdote obra en nombre de la Iglesia, que es la que «ata y desata» los pecados. Las palabras que Jesús había dirigido a Pedro las dirige a toda la Iglesia, que tiene el poder de las llaves: «Es a los ministros de su Iglesia, que imponen las manos sobre los penitentes, a quienes Cristo dice (como a aquellos que quitan las vendas del resucitado Lázaro): “desatadlo”».
En el primer tercio del siglo IV, el Concilio de Elvira dio penitencias de tres, cinco años y hasta de toda la vida. Según este concilio, los penitentes debían ser reconciliados en el mismo lugar donde habían sido excluidos, y el obispo que los reconciliaba debía ser el mismo que los había excomulgado. La reconciliación iba acompañada de la imposición de manos por parte del obispo y de los presbíteros que le asisten. El tiempo de Cuaresma se considera el más apto para practicar la penitencia pública.
La práctica de la penitencia canónica después del siglo IV no modifica sustancialmente su estructura y severidad. El III Concilio de Toledo (aprox. 589) condenó el uso reiterado de la reconciliación que ya en algunos lugares de la península ibérica se concedía privada y repetidamente sin distinción de especie de pecado.

### Evolución de la penitencia antigua. La penitencia privada
A partir del siglo V la institución de la penitencia canónica entra en crisis. Las cargas que comporta son extremadamente duras; entre estas destaca la de la continencia perpetua, razón que invoca, por ejemplo, el concilio de Arlés para no admitir a la penitencia a un pecador casado sin consentimiento de su esposa. Tratándose de hombres y mujeres de edad inferior a los 30 o 35 años, los obispos y concilios se muestran partidarios de retrasar la imposición de la penitencia, a fin de evitar castigos mayores, como el de la excomunión, en caso de abandono de la práctica penitencial.
Según el papa León I, muchos pecadores esperaban los últimos momentos de la vida para pedir la penitencia, y una vez que se sentían recuperados de su enfermedad, rehuían al sacerdote para evitar someterse a la expiación. La penitencia eclesiástica no se aplicaba por lo general a los clérigos y religiosos que incurrían en pecados graves, ya que se pensaba que su dignidad podía recibir agravio; solo se le deponía de su cargo, podía acogerse a la penitencia privada y llevar una forma de vida monástica, que era considerada como un segundo bautismo que permitía el acceso a la eucaristía.
Un capítulo importante para rastrear los orígenes de la penitencia privada es el que se refiere a las prácticas penitenciales de la vida monástica. Los «libros penitenciales», que son la primera y principal fuente de la llamada «penitencia tarifada o arancelaria» (antecesora de la penitencia privada), comienzan a aparecer a mediados del siglo VI, bajo la influencia de comunidades monásticas implantadas en las islas británicas.
El principio de «no reiterabilidad» deja de observarse en la penitencia «tarifada o arancelaria», que puede practicarse cuantas veces se considere necesario. Su uso no está sometido, a unos tiempos litúrgicos determinados ni a una forma solemne de celebración que exija la presencia del obispo, sino que se realiza de forma individualizada, con la sola intervención del penitente y, del presbítero confesor. Este, oída la confesión del penitente, le impone una «penitencia» proporcionada a la gravedad de su culpa, y su estado de monje, clérigo o casado; y le remite a un nuevo encuentro para darle la absolución, una vez que ha cumplido la penitencia impuesta. La confesión se hace espontáneamente o por medio de un cuestionario que utiliza el confesor.
La Instrucción de los clérigos de Rabano Mauro (776-856) sienta el principio de que si la falta es pública, se aplicará al penitente la penitencia pública o canónica; si las faltas son secretas y el pecador confiesa espontáneamente al sacerdote o al obispo, la falta deberá permanecer secreta.
Los «libros penitenciales» recogen el conjunto de faltas graves y leves en que puede incurrir un cristiano, para ayudar a los confesores a fijar equitativamente la duración y el sacrificio de las penitencias, que corresponden al número y gravedad de las faltas. La «tasación» desciende a todo tipo de detalles, y fija con absoluta precisión los tipos de mortificaciones, vigilias y oraciones. Las penas pueden durar hasta años. El más antiguo de los penitenciales conocidos es el Penitencial de Fininan, escrito a mediados del siglo VI en Irlanda; y le sigue el Penitencial de san Columbano (540-615), uno de los más completos, escrito a fines del mismo siglo.
La penitencia tarifada tiende a una exagerada cuantificación de la realidad moral del pecado y a su compensación penitencial o penal, subordinando excesivamente el perdón a la obra material que realiza el penitente como satisfacción por el pecado. Este materialismo dará paso con el tiempo a conmutar penas por dinero en limosnas o misas; sobre este particular, ya Bonifacio de Maguncia (673-754) ofrecía criterios al respecto, y el papa Bonifacio VIII (1235-1303) los llegara a calificar de «afortunado negocio». El Penitencial de Pseudo-Teodoro (entre 690 y 740) dice expresamente que aquel que «por su debilidad no pueda ayunar», ni hacer otras obras penitenciales, «escoja a otro que cumpla la penitencia en su lugar y le pague para ello, ya que está escrito: “Llevad el peso de los otros”».
A partir del siglo IX, los libros litúrgicos, que hasta entonces contenían solamente el rito de la penitencia eclesiástica o canónica, incluyen ya el ordo de la penitencia «privada». A partir del año 1000 se generaliza la práctica de dar la absolución inmediatamente después de hacer la confesión, reduciéndose todo a un solo acto, que solía durar entre veinte minutos y media hora. A finales del primer milenio, la penitencia eclesiástica se aplica únicamente en casos muy especiales de pecados graves y públicos. La penitencia privada, en cambio, se ha convertido en una práctica extendida en toda la Iglesia. Por lo general, la práctica de la confesión no es muy frecuente, de hecho, el Concilio IV de Letrán (a. 1215) impondrá el deber de confesar los pecados una vez al año.
En el siglo XIII, las órdenes mendicantes intensifican la llamada a la conversión y reforma de vida, fomentando la práctica de la confesión. Se redactan «manuales sobre la confesión» que suplen a los libros penitenciales.
Entre las prácticas penitenciales cabe destacar la «peregrinación» a lugares santos de la cristiandad (Jerusalén, Roma y Santiago); hasta los párrocos podían imponer estas peregrinaciones como penitencia, teniéndose ya sencillos rituales para entregar insignia, talega y bordón. Otra forma de penitencia que se impuso fue la flagelación; y no solo para penitentes, sino recomendada para cristianos deseosos de mortificación.
Algunos ejemplos de tarifas o aranceles para monjes, extraído del Poenitentiale columbani:
- homicidio: ayuno de diez años;
- sodomía: ayuno de diez años;
- fornicación (una vez): tres años;
- fornicación (varias veces): siete años;
- robo: siete años;
- masturbación: un año.

### Elementos principales de la teoría escolástica sobre la penitencia
El problema fundamental actualmente es el que ya suscitaron los Padres: ¿qué valor tienen, para el perdón de los pecados en cuanto ofensa a Dios, el esfuerzo penitencial del pecador arrepentido y la intervención de la Iglesia? Puesto que la confesión y la absolución se realizaban normalmente de forma privada, la investigación de los teólogos no logra integrar plenamente el significado comunitario y eclesial. Una acentuación progresiva del aspecto jurídico de la Iglesia les llevó por un lado a insistir en la índole judicial de la absolución, y por otro a que se viera ya con claridad la relación intrínseca que existe entre la reconciliación del pecador con Dios y su reconciliación con la Iglesia.
En los comienzos de la reflexión escolástica acerca de los sacramentos, la penitencia es enumerada siempre como uno de ellos. Los teólogos de la alta escolástica llaman sacramentum a la penitencia exterior y res sacramenti (fruto del sacramento) a la penitencia interior; aunque para otros esta última es el perdón los pecados. Nunca se dudó de que los pecados graves debían ser sometidos al poder de las llaves sacerdotal. Pero sí surgió una discusión escolástica acerca de la cuestión de si la absolución impartida por el sacerdote posee una eficacia causal. Hasta mediados del siglo XIII la respuesta fue negativa. Esta será denominada teoría declaratoria; la esencia de la absolución del sacerdote es una declaración autorizada de que Dios ya ha perdonado su culpa al pecador arrepentido.
Así opinaban teólogos tan importantes como:
- Anselmo de Canterbury (1033-1109),
- Pedro Abelardo (1079-1142)
- Pedro Lombardo (110-1160), el maestro de las sentencias
- Guillermo de Auxerre (1150-1231)
- Alejandro de Hales (1185-1245)
- Alberto Magno (1206-1280)
- Hugo de San Víctor (1096-1141)
- Ricardo de San Víctor (1110-1173).

En cambio, la teoría clásica que alcanzara el consenso general católico comienza con
Guillermo de Auvernia (1190-1249),
Hugo de San Caro (1200-1263) y
Guillermo de Melitona o William de Middleton (1200-1257).
Según esta teoría ―defendida por Tomás de Aquino (1225-1274) y Buenaventura (1218-1274)―, el efecto de la absolución impartida por el sacerdote consiste en el perdón ante Dios.
Desde la temprana Edad Media la confesión misma de los pecados ha sido considerada la parte más importante del sacramento. En el caso de no encontrar un clérigo ―dice Lanfranco de Canterbury (1005-1089) en su Tratado sobre el secreto de la confesión― podría hacerse la confesión ante un hombre considerado honesto; este no tiene el poder de desatar, pero el penitente que confiesa así se hace digno de obtener el perdón en virtud de su deseo de hacer la confesión al sacerdote. No hay que desesperar si no se encuentra un confesor, porque los Padres coinciden en decir que basta la confesión a Dios.
Con la penitencia «tarifada» la figura del sacerdote confesor adquiere gran relieve social. El sacerdote, dice Alcuino de York (735-804) es el médico espiritual que puede curar las heridas del alma, y, es también el juez que nos libra de las cadenas del pecado. Según Lanfranco de Canterbury, el que traiciona los secretos de la confesión, viola sus tres misterios: la condición de bautizado del penitente, la dignidad de la conciencia y el juicio divino.
En cuanto al aspecto eclesial del pecado y del perdón, es frecuente en la escolástica la idea de que el pecado perjudica a la Iglesia y modifica esencialmente la relación del pecador con ella. De ahí se sigue que la satisfacción debe tener lugar también con respecto a la Iglesia, y efecto de la absolución sacerdotal es el recibir al pecador en el seno de la Iglesia. Pero este aspecto eclesial del perdón de los pecados fue perdiendo terreno a favor de un sentido individualista de la relación con Dios.

## El problema del arrepentimiento
En la escolástica temprana es comúnmente aceptado que todo arrepentimiento verdaderamente religioso va unido necesariamente al amor que justifica. Entre todos los actos que concurren en el sacramento de la penitencia, se atribuye solo al arrepentimiento la capacidad de perdonar pecados. En el siglo XII (según la escuela de Gilberto de Poitiers) aparece el concepto de atritio (‘arrepentimiento’) imperfecto: cuando el pecador no renuncia por completo a su pecado, cuando su propósito de enmienda y satisfacción es ineficaz, cuando el arrepentimiento no es suficientemente intenso, etc.
Suele definirse la atrición como el pesar que experimenta el creyente de haber ofendido a Dios, no tanto por el amor que se le tiene (como es el caso de la contrición), sino más bien por temor a las consecuencias de la ofensa cometida. La atrición se consideraba ordenada a la contrición, en la cual debía desembocar. En términos escolásticos: la atritio es un arrepentimiento «informe», la contritio es un arrepentimiento “formado” mediante la gracia y el amor. El pecador debe acercarse al sacramento de la penitencia con contrición, es decir, ya justificado. Cuando sin culpa del pecador esto no sucede, entonces según Tomás de Aquino la gracia del sacramento (comunicada en la absolución) hace que la atrición se transforme en contrición. Según Duns Escoto (1266-1308), no se requiere la contrición para acercarse al sacramento de la penitencia; basta la atrición. El pecado no se borra por el arrepentimiento, fruto de la gracia, sino solamente por la infusión de la gracia justificante. Ambas teorías (la de santo Tomás y la de Duns Escoto) pueden ser defendidas libremente en la teología católica. El Concilio de Trento no quiso tomar postura por ninguna de ellas y enseñó que la atrición dispone al pecador para obtener la gracia del sacramento de la penitencia (DS 1705).
En el Catecismo de Juan Pablo II se afirma que la contrición imperfecta o atrición es también un don de Dios debido a la acción del Espíritu Santo. Ahora bien, se aclara que, por sí misma, esta atrición no alcanza el perdón de los pecados graves:

Cuando brota del amor de Dios amado sobre todas las cosas, la contrición se llama «contrición perfecta» (contrición de caridad). Semejante contrición perdona las faltas veniales; obtiene también el perdón de los pecados mortales si comprende la firme resolución de recurrir tan pronto sea posible a la confesión sacramental. La contrición llamada «imperfecta» (o «atrición») es también un don de Dios, un impulso del Espíritu Santo. Nace de la consideración de la fealdad del pecado o del temor de la condenación eterna y de las demás penas con que es amenazado el pecador. Tal conmoción de la conciencia puede ser el comienzo de una evolución interior que culmina, bajo la acción de la gracia, en la absolución sacramental. Sin embargo, por sí misma la contrición imperfecta no alcanza el perdón de los pecados graves, pero dispone a obtenerlo en el sacramento de la Penitencia.
Catecismo de la Iglesia católica, artículos 1452 y 1453

## Elementos teológicos

### Materia y forma del sacramento de la penitencia
La escolástica, fundándose en algunas distinciones patrísticas, (como la agustiniana entre elementum y verbum), concibe en sentido aristotélico ―cosa que aparece por primera vez en Hugo de San Caro (1200-1263)― los “elementos constitutivos” de un sacramento, como materia y forma, como lo determinado y lo predominante. Desde el comienzo de la reflexión teológica acerca de la penitencia resultó difícil determinar la materia de este sacramento. Se tendía a concretarla también en los actos del penitente, a los cuales se concede gran importancia en todas las reflexiones sobre la penitencia.
En la patrística, el elemento principal era la satisfacción, que borra el pecado. Esta idea se mantuvo en el período de la penitencia tarifada: la función del sacerdote consistía precisamente en la imposición de la satisfacción, y la confesión era el presupuesto necesario para determinarla adecuadamente.
En el siglo XI se inicia una fase (por influjo del tratado pseudoagustiniano De vera et falsa poenitentia) en la que se atribuye a la confesión como tal la virtud de borrar los pecados. Entonces se subrayó la importancia de la contrición. En el intento de distinguir la materia y la forma de la penitencia, Hugo de San Caro habla ya de quasi materia, la cual consistiría en la confesión y la satisfacción, mientras que la forma sería la absolución y la imposición de una satisfacción.
Así también lo afirmará Tomás de Aquino, para quien ambas constituyen una unidad moral, el unum sacramentum. En cambio, Duns Escoto (1266-1308) considera que los actos del penitente son solo un presupuesto indispensable del signo sacramental: no forman parte de él, ni son considerados como materia. El sacramento, independientemente de la materia, consiste solo en la sentencia del sacerdote. Esta concepción fue defendida por la teología franciscana todavía después del Concilio de Trento, que en el canon 4 (DS 1704) designa los tres actos del penitente como quasi materia y como las tres partes del sacramento de la penitencia.

### Ministro
El obispo solía presidir únicamente la penitencia pública, pues desde que se generalizó la penitencia privada y reiterable el ministro fue el sacerdote. En caso de necesidad incluso el diácono escuchaba confesiones; más aún, las recibían los laicos, lo cual fue un gesto altamente considerado entre los siglos VIII y XIV. Esto se explica porque para los primeros escolásticos el sacramento se concentraba en los actos del penitente, sobre todo en la confesión; de ahí que, a falta de sacerdote, los cristianos eran estimulados por los mismos pastores y teólogos a confesarse con un amigo, con un compañero de viaje o un vecino; muchos teólogos concedieron a esta práctica cierto valor sacramental.
El mismo Tomás de Aquino lo ve necesario en peligro de muerte y en ausencia del ministro. Fue Duns Scoto el primero que se opuso a esta tradición, negando a la confesión de los laicos todo valor sacramental y rechazando su obligatoriedad.
La práctica de reservar la absolución de algunos pecados al obispo aparece reflejada ya en un sínodo de Londres (1102), tratando un caso de sodomía; luego en el Concilio de Clermont (1130) y Lateranense II (1139) se habla de los malos tratos a un clérigo o a un monje como pecados que requieren la absolución papal.

## Documentos del magisterio
Como en otros casos, las definiciones se han dado debido a herejías u opiniones que de alguna manera hieren la doctrina afirmada por la Iglesia. Así, entre los errores de Pedro Abelardo, condenados por Inocencio II en 1140 y 1141, está el número 12 en que afirma: «La potestad de atar y desatar fue dada solamente a los apóstoles, no a sus sucesores». Esta condena implica la afirmación de que los sucesores de los apóstoles tienen potestad de perdonar pecados.
En tiempos de Inocencio III, en el Cuarto Concilio de Letrán (1215) se obliga a todos los católicos a la confesión anual con el sacerdote propio, o con licencia de este a otro (DS 812). Además se establecen las cualidades de los confesores: discreto, cauto, entendido, inquiriendo diligentemente las circunstancias del pecador y del pecado, para aconsejar y remediar. La violación del sigilo conlleva deposición del oficio y reclusión en un monasterio a perpetuidad.
En el Concilio de Constanza (1415) y en el Decreto de Martín V (1418) se condenan los errores de John Wyclif (1324-1384) y de los husitas: «7. Si el hombre está debidamente contrito, toda confesión exterior es para él superflua e inútil» (DS 1157).
El decreto para los armenios del concilio de Florencia (1439), recoge la doctrina de Tomás de Aquino:

El cuarto sacramento es la penitencia, cuya cuasi materia son los actos del penitente que se distinguen en tres partes. La primera es la contrición del corazón, a la que toca dolerse del pecado cometido con propósito de no pecar en adelante. La segunda es la confesión oral, a la que pertenece que el pecador confiese a su sacerdote íntegramente todos los pecados de que tuviere memoria. La tercera es la satisfacción por los pecados, según el arbitrio del sacerdote; satisfacción que se hace principalmente por medio de la oración, el ayuno y la limosna. La forma de este sacramento son las palabras de la absolución que profiere el sacerdote cuando dice: «Yo te absuelvo». El ministro de este sacramento es el sacerdote que tiene autoridad de absolver, ordinaria o por comisión de su superior. El efecto de este sacramento es la absolución de los pecados.

El papa Sixto IV (1414-1484) condena las proposiciones del mágister salmanticensis Pedro Martínez de Osma (1479):
1. La confesión de los pecados en especie, está averiguado que es realmente por estatuto de la Iglesia universal, no de derecho divino.
2. Los pecados mortales en cuanto a la culpa y a la pena del otro mundo, se borran sin la confesión, por la sola contrición del corazón.
3. En cambio, los malos pensamientos se perdonan por el mero desagrado.
4. No se exige necesariamente que la confesión sea secreta.
5. No se debe absolver al penitente antes de cumplir la penitencia.
6. El romano pontífice no perdona la pena del purgatorio.
7. El romano pontífice no dispensa acerca de lo que estatuye la Iglesia universal.
8. También el sacramento de la penitencia en cuanto a 1.ª colación de la gracia, es de naturaleza (y no de institución) del Nuevo o del Antiguo Testamento.[4]

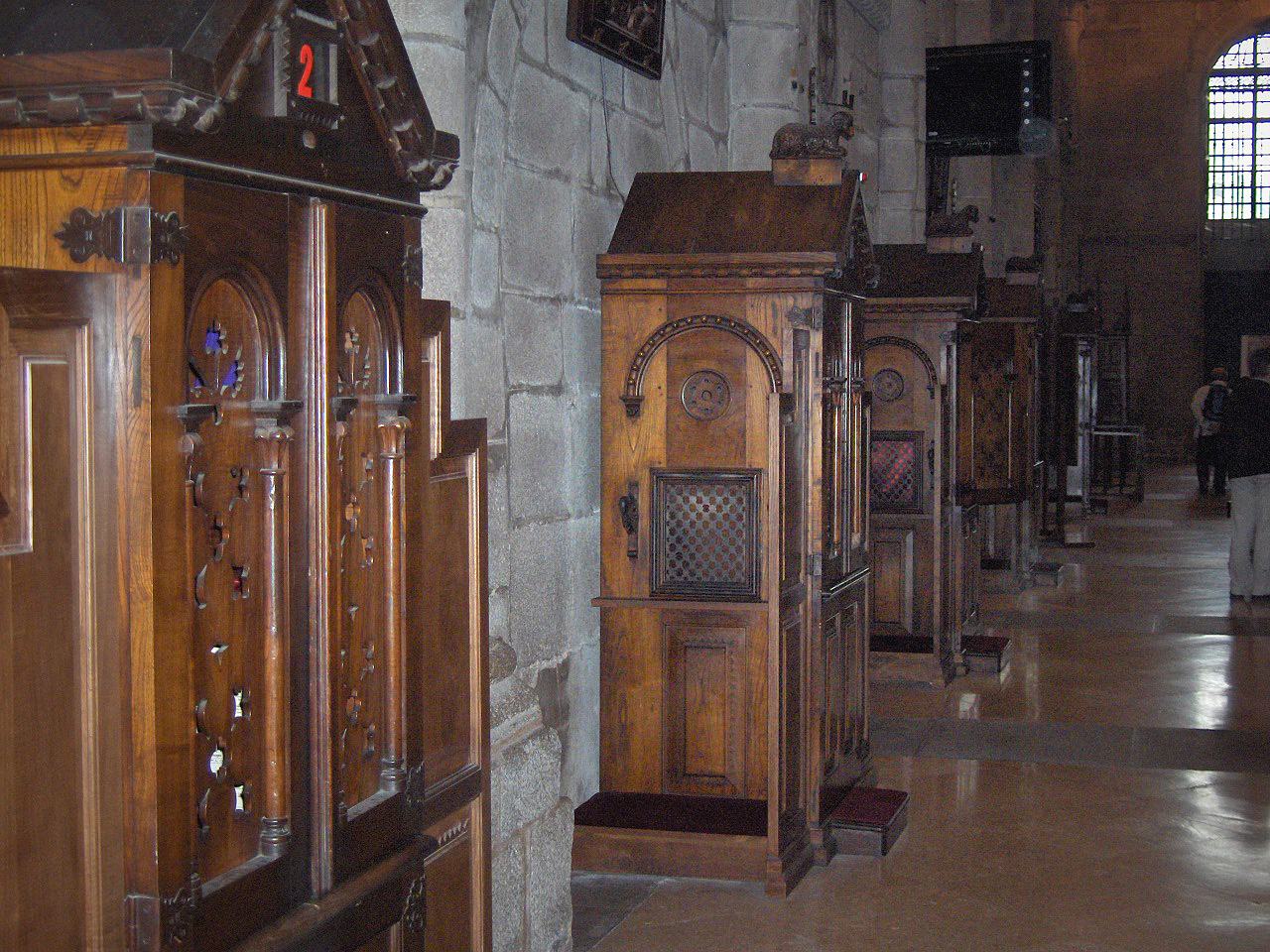
Confesionarios (en la catedral de Santiago de Compostela), habitáculos para realizar la confesión.

### Solo Dios perdona los pecados
De acuerdo con el Catecismo de la Iglesia católica solo Dios perdona los pecados a través de aquellos (apóstoles y sucesores) a quien les confirió el poder de perdonar pecados:

Solo Dios perdona los pecados (véase Evangelio de Marcos 2:7). Porque Jesús es el Hijo de Dios, dice de sí mismo: «El Hijo del hombre tiene poder de perdonar los pecados en la tierra» (Evangelio de Marcos 2:10) y ejerce ese poder divino: «Tus pecados están perdonados» (Evangelio de Marcos 2:5; y Evangelio de Lucas 7:48). Más aún, en virtud de su autoridad divina, Jesús confiere este poder a los hombres (véase Evangelio de Juan 20:21-23) para que lo ejerzan en su nombre.
Catecismo de la Iglesia católica, párrafo 1441

## Etapas de la confesión
La penitencia consta de cinco etapas:
1) Examen de conciencia
2) acto de contrición
3) propósito de la enmienda
4) confesión auricular al sacerdote
4 bis) absolución
5) cumplir la penitencia (acto de satisfacción)

### Examen de conciencia
El examen de conciencia es recordar los pecados que hemos cometido desde la última confesión bien hecha, para poderlos decir al sacerdote que nos confiesa.

### Arrepentimiento y contrición
Es tener la intención de no volver a cometer los pecados que se van a confesar (es decir, tener el propósito de enmienda), en atención a la justicia y la misericordia de Dios. El arrepentimiento busca sentir interiormente la culpa por los pecados cometidos, aunque el sentimiento ―que es involuntario― en sí no es necesario para hacer una buena confesión; nada más la voluntad ―que es libre― es requerida. El arrepentimiento conlleva el deseo de reparar el daño hecho por los pecados cometidos.
Se llama contrición al arrepentimiento nacido del puro amor a Dios; cuando el arrepentimiento proviene más bien del miedo a la condenación eterna, se llama atrición. Ambos tipos de arrepentimiento son válidos para recibir este sacramento.

### Confesión
La fase de la confesión consiste en la enumeración verbal de todos los pecados mortales y veniales a un sacerdote con facultad de absolver. Esta enumeración deberá ser clara, concisa, concreta y  completa.
Los sacerdotes están obligados a guardar en secreto los pecados confesados durante esta fase, lo que se conoce como sigilo sacramental o secreto de arcano. Un sacerdote jamás, bajo ninguna circunstancia, puede romper este secreto. El Código de Derecho Canónico indica que de ser violado, el sacerdote queda automáticamente excomulgado:

«El sigilo sacramental es inviolable; por lo cual está terminantemente prohibido al confesor descubrir al penitente, de palabra o de cualquier otro modo, y por ningún motivo».
 Código de Derecho Canónico, canon 983,1

Por pertenecer al ámbito de la conciencia, los secretos de confesión y del abogado son los que más se custodian en el sistema jurídico. En el ámbito anglosajón incluso llegan a ser un "privilegio" que está sobre el resto de la legislación. En la teoría del cono de Riofrío son secretos en grado 15, con la mayor protección debida.
La confesión debe ser completa, es decir, debe especificar todos los pecados en tipo y número, así como las circunstancias que modifiquen la naturaleza del pecado mismo (por ejemplo, no se considera el mismo tipo de pecado mentir a una persona cualquiera que mentir a alguien que tenga autoridad sobre la persona). Ocultar conscientemente un pecado mortal invalida la confesión.
Para que el sacramento de la Penitencia sea válido, el penitente debe confesar todos los pecados mortales. Si el penitente calla voluntaria y conscientemente algún pecado mortal, la confesión no es válida y el penitente comete sacrilegio.
Una persona que ha ocultado a sabiendas un pecado mortal debe confesar el pecado que ha ocultado, mencionar los sacramentos que ha recibido desde ese momento y confesar todos los pecados mortales que ha cometido desde su última buena confesión.
Si el penitente se olvida de confesar un pecado mortal durante la Confesión, el sacramento es válido y sus pecados son perdonados, pero debe contar el pecado mortal en la próxima Confesión si nuevamente le viene a la mente.

### Absolución
El sacerdote con facultad de absolver, después de haber indicado la penitencia, y haber dado consejos apropiados si le pareciera oportuno o si el penitente mismo lo pide, da la absolución con esta fórmula:

Dios Padre misericordioso, que reconcilió consigo al mundo por la muerte y la resurrección de su Hijo y derramó el Espíritu Santo para la remisión de los pecados, te conceda, por el ministerio de la Iglesia, el perdón y la paz. Y yo te absuelvo de tus pecados en el nombre del Padre, y del Hijo, y del Espíritu Santo (cf. Catecismo de la Iglesia católica n. 1449).

### Satisfacción
La satisfacción, también llamada penitencia, es una acción indicada por el sacerdote y llevada a cabo por el penitente como reparación por sus pecados.
El penitente responde «Amén».

## Aspectos canónicos
La legislación vigente de la Iglesia católica, especialmente el Código de Derecho Canónico promulgado en 1983, establece diversas normas sobre la administración del sacramento de la penitencia.

### Para los seminaristas
- En los seminarios deben nombrarse confesores. Los seminaristas tienen libertad plena para confesarse con cualquier sacerdote legítimamente aprobado, incluso fuera del seminario.[11]
- El rector debe facilitar la visita regular de otros confesores, además de los ordinarios.[12]
- La opinión del confesor o del director espiritual no puede ser solicitada para decidir sobre la admisión a las órdenes o la permanencia en el seminario.[13]
- El rector no debe oír en confesión a los alumnos, salvo petición espontánea de estos.[14]

### Para los religiosos
- Los superiores deben respetar la libertad de los miembros en la elección del confesor y del director espiritual, aunque se nombren confesores ordinarios.[15]
- Está prohibido a los superiores oír en confesión a sus súbditos, salvo que estos lo pidan espontáneamente; la misma prohibición se aplica al maestro de novicios y a su asistente.[16]
- Los superiores no pueden intentar conocer la conciencia de los miembros, ni siquiera aconsejando que se la revelen, salvo iniciativa libre de estos.[17]

### Para los fieles en general
- Todo fiel tiene derecho a confesarse con cualquier confesor legítimamente aprobado, incluso de otro rito.[18]
- El lugar propio para la confesión es el confesonario. Solo por justa causa puede celebrarse fuera de este, salvaguardando siempre el derecho del penitente al anonimato.[19]
- El confesor debe actuar con prudencia y discreción, y no puede preguntar por la identidad de un posible cómplice.[20]
- El secreto sacramental es absoluto e inviolable para el confesor, el intérprete (si lo hay) y cualquier persona que tenga conocimiento del contenido de la confesión.[21]
- Está prohibido utilizar lo conocido en confesión en perjuicio del penitente o para el gobierno externo, incluso sin riesgo de revelación.[22]

### Otras disposiciones
Los superiores deben facilitar el acceso al sacramento de la penitencia. En caso de necesidad —y no solo en peligro de muerte—, los confesores están obligados a oír la confesión de quien lo solicite.